# Gran Premio motociclistico delle Nazioni 1972
Il Gran Premio motociclistico delle Nazioni fu il quarto appuntamento del motomondiale 1972.
Si svolse il 21 maggio 1972 presso l'Autodromo di Imola alla presenza di 50.000 spettatori. Corsero tutte le classi tranne i sidecar.
In 50 la feroce lotta tra Jan de Vries e Ángel Nieto si risolse a favore dell'olandese ed ebbe strascichi a fine gara, quando la discussione tra i due piloti (cui si era aggiunto Jan Huberts) degenerò in rissa.
Nieto vinse la 125 approfittando della caduta di Gilberto Parlotti, sino ad allora in testa (l'alfiere della Morbidelli riuscì a ripartire, arrivando terzo).
Renzo Pasolini diede all'Aermacchi la prima vittoria in 250, nonostante una caduta alla Tosa.
In 350 e 500 doppietta di Giacomo Agostini. Phil Read, ingaggiato dall'MV Agusta in 350, finì quarto.

## Classe 500
30 piloti alla partenza, 9 al traguardo.

### Arrivati al traguardo
| Pos. | Pilota           | Moto      | Tempo        | Punti |
| ---- | ---------------- | --------- | ------------ | ----- |
| 1    | Giacomo Agostini | MV Agusta | 1h 08' 48" 4 | 15    |
| 2    | Alberto Pagani   | MV Agusta | +1' 35" 8    | 12    |
| 3    | Bruno Spaggiari  | Ducati    | +1 giro      | 10    |
| 4    | Paul Smart       | Ducati    | +2 giri      | 8     |
| 5    | Bruno Kneubühler | Yamaha    | +2 giri      | 6     |
| 6    | Klaus Huber      | Kawasaki  | +2 giri      | 5     |
| 7    | Sergio Baroncini | Ducati    | +3 giri      | 4     |
| 8    | Lothar John      | Yamaha    | +3 giri      | 3     |
| 9    | Carlo Marelli    | Kawasaki  | +3 giri      | 2     |

## Classe 350

### Arrivati al traguardo
| Pos. | Pilota           | Moto      | Tempo     | Punti |
| ---- | ---------------- | --------- | --------- | ----- |
| 1    | Giacomo Agostini | MV Agusta | 51' 47" 4 | 15    |
| 2    | Renzo Pasolini   | Aermacchi | +37" 1    | 12    |
| 3    | Jarno Saarinen   | Yamaha    | +1' 03"   | 10    |
| 4    | Phil Read        | MV Agusta | +1' 38" 1 | 8     |
| 5    | Hideo Kanaya     | Yamaha    | +1 giro   | 6     |
| 6    | Rodney Gould     | Yamaha    | +1 giro   | 5     |
| 7    | Walter Villa     | Yamaha    |           | 4     |
| 8    | Dieter Braun     | Yamaha    |           | 3     |
| 9    | Walter Sommer    | Yamaha    |           | 2     |
| 10   | Werner Pfirter   | Yamaha    |           | 1     |

## Classe 250

### Arrivati al traguardo
| Pos | Pilota                | Moto      | Tempo     | Punti |
| --- | --------------------- | --------- | --------- | ----- |
| 1   | Renzo Pasolini        | Aermacchi | 44' 00" 1 | 15    |
| 2   | Rodney Gould          | Yamaha    | +3" 9     | 12    |
| 3   | Jarno Saarinen        | Yamaha    | +7" 7     | 10    |
| 4   | Teuvo Länsivuori      | Yamaha    | +43" 8    | 8     |
| 5   | Silvio Grassetti      | MZ        | +47" 2    | 6     |
| 6   | John Dodds            | Yamaha    | +51" 9    | 5     |
| 7   | Luigi Anelli          | Yamaha    | +1' 39"   | 4     |
| 8   | Fosco Giansanti       | Yamaha    | +1' 51" 3 | 3     |
| 9   | Walter Sommer         | Yamaha    | +1 giro   | 2     |
| 10  | Gianfranco Buffarello | Yamaha    | +1 giro   | 1     |

## Classe 125

### Arrivati al traguardo
| Pos | Pilota             | Moto       | Tempo     | Punti |
| --- | ------------------ | ---------- | --------- | ----- |
| 1   | Ángel Nieto        | Derbi      | 38' 37" 2 | 15    |
| 2   | Chas Mortimer      | Yamaha     | +31" 7    | 12    |
| 3   | Gilberto Parlotti  | Morbidelli | +34" 5    | 10    |
| 4   | Börje Jansson      | Maico      | +52" 8    | 8     |
| 5   | Eugenio Lazzarini  | Maico      | +1' 52" 9 | 6     |
| 6   | Jürgen Lenk        | MZ         | +1 giro   | 5     |
| 7   | Adriano Cocchi     | Yamaha     | +1 giro   | 4     |
| 8   | Bernd Köhler       | MZ         | +1 giro   | 3     |
| 9   | Luigi Rinaudo      | Binassi    | +1 giro   | 2     |
| 10  | Lothar John        | Yamaha     | +1 giro   | 1     |
| 11  | Seppo Kangasniemi  | Maico      | +1 giro   |       |
| 12  | Ryszard Mankiewicz | MZ         | +2 giri   |       |

## Classe 50

### Arrivati al traguardo
| Pos | Pilota             | Moto     | Tempo     | Punti |
| --- | ------------------ | -------- | --------- | ----- |
| 1   | Jan de Vries       | Kreidler | 27' 23" 3 | 15    |
| 2   | Ángel Nieto        | Derbi    | +0" 3     | 12    |
| 3   | Rudolf Kunz        | Kreidler | +1' 33" 2 | 10    |
| 4   | Otello Buscherini  | Malanca  | +2' 18" 5 | 8     |
| 5   | Jan Huberts        | Kreidler | +1 giro   | 6     |
| 6   | Alberto Ieva       | Malanca  | +1 giro   | 5     |
| 7   | Hans-Jürgen Hummel | Kreidler | +1 giro   | 4     |
| 8   | Ermanno Giuliano   | Tomos    | +1 giro   | 3     |
| 9   | Nigel Stone        | Jamathi  | +1 giro   | 2     |
| 10  | Claudio Lusuardi   | Villa    | +1 giro   | 1     |
| 11  | Ryszard Mankiewicz | Kreidler | +1 giro   |       |
| 12  | Zbyněk Havrda      | AHRA     | +1 giro   |       |
| 13  | J. Finch           | Jamathi  | +2 giri   |       |
| 14  | Michele Cannizzaro | Guazzoni |           |       |